# Elias Ashmole
Elias Ashmole (23 de maig de 1617 – 18 de maig de 1692) va ser, a més d'afeccionat a l'astrologia i l'alquímia, un celebrat antiquari i polític anglès. Per haver donat suport a la facció reialista durant la guerra civil anglesa i a la restauració de Carles II d'Anglaterra, va ser recompensat amb diversos càrrecs lucratius.
Ashmole com antiquari va seguir el mètode baconià. Malgrat que va ser un dels membres fundadors de la Royal Society, els seus interessos eren místics i anticientífica. Era francmaçó. Va col·leccionar curiositats i altres artefactes, molts d'ells adquirits de John Tradescant el Jove. Ashmole donà la major part de la seva col·lecció, biblioteca i manuscrits a la Universitat d'Oxford per crear el Ashmolean Museum.